# Kunigunde von Sayn
Kunigunde von Sayn, Gräfin zu Westerberg (* 1334 als Kunigunde von Sayn; † 22. Juli 1383) war eine deutsche Adelige und Gräfin zu Westerburg. 

## Leben
Sie war die Tochter von Johann II., Graf von Sayn und Elisabeth von Jülich. 1353 heiratete sie Johann I., Graf von Westerburg. Sie hatte mit ihm vier Kinder: Bertha von Westerburg; Johann II., Graf von Westerburg; Reinhard II., Graf von Westerburg und Elisabeth van Westerburg.

## Nachfahren
Kunigunde von Sayn ist als Ur-Urgroßmutter von Philipp II. von Waldeck eine Vorfahrin des Hauses Windsor und damit eine Ahnin von Elisabeth II.